# D17 (hunebed)

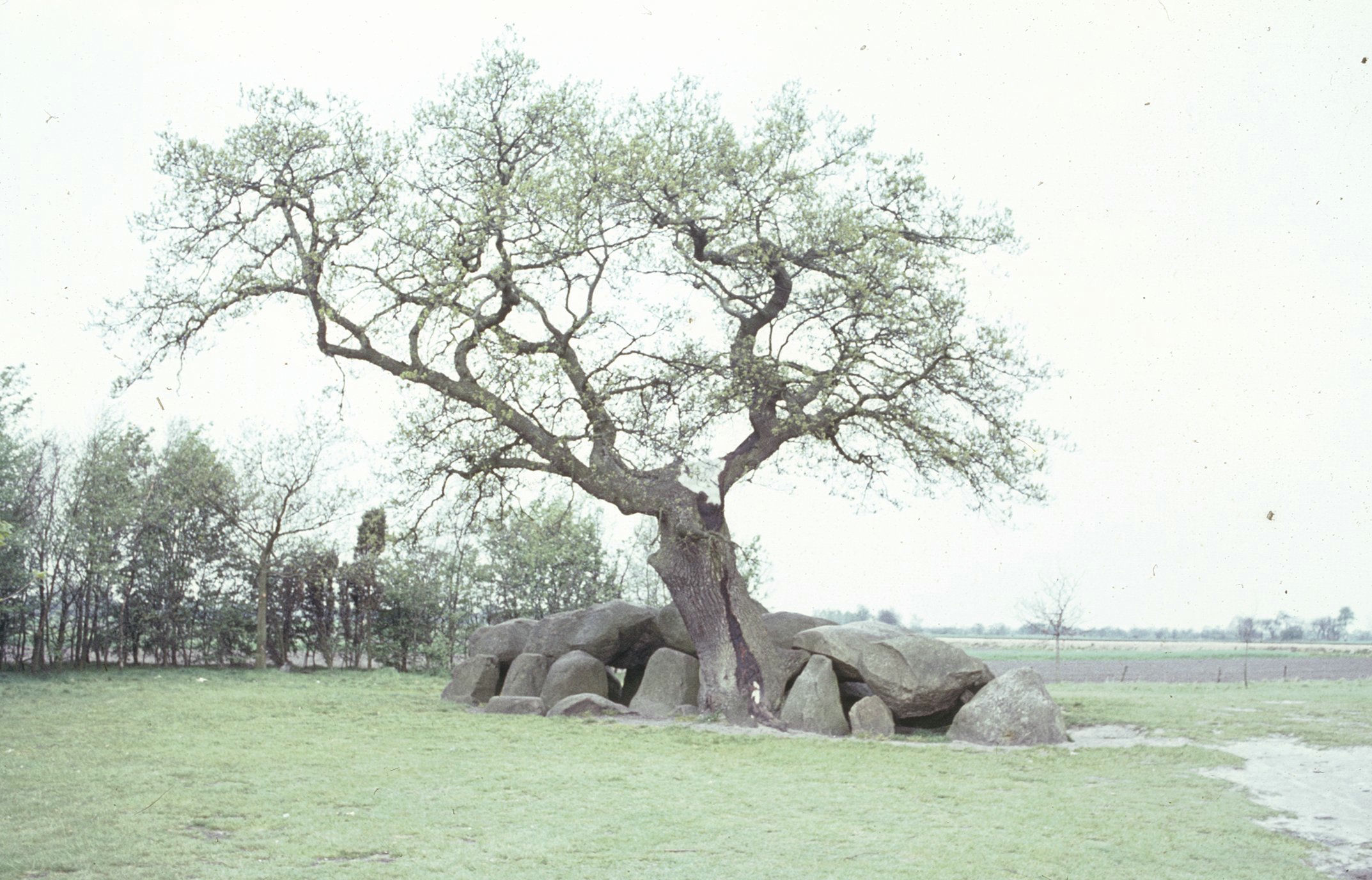
Hunebed D17 in 1967, Rijksdienst voor het Cultureel Erfgoed

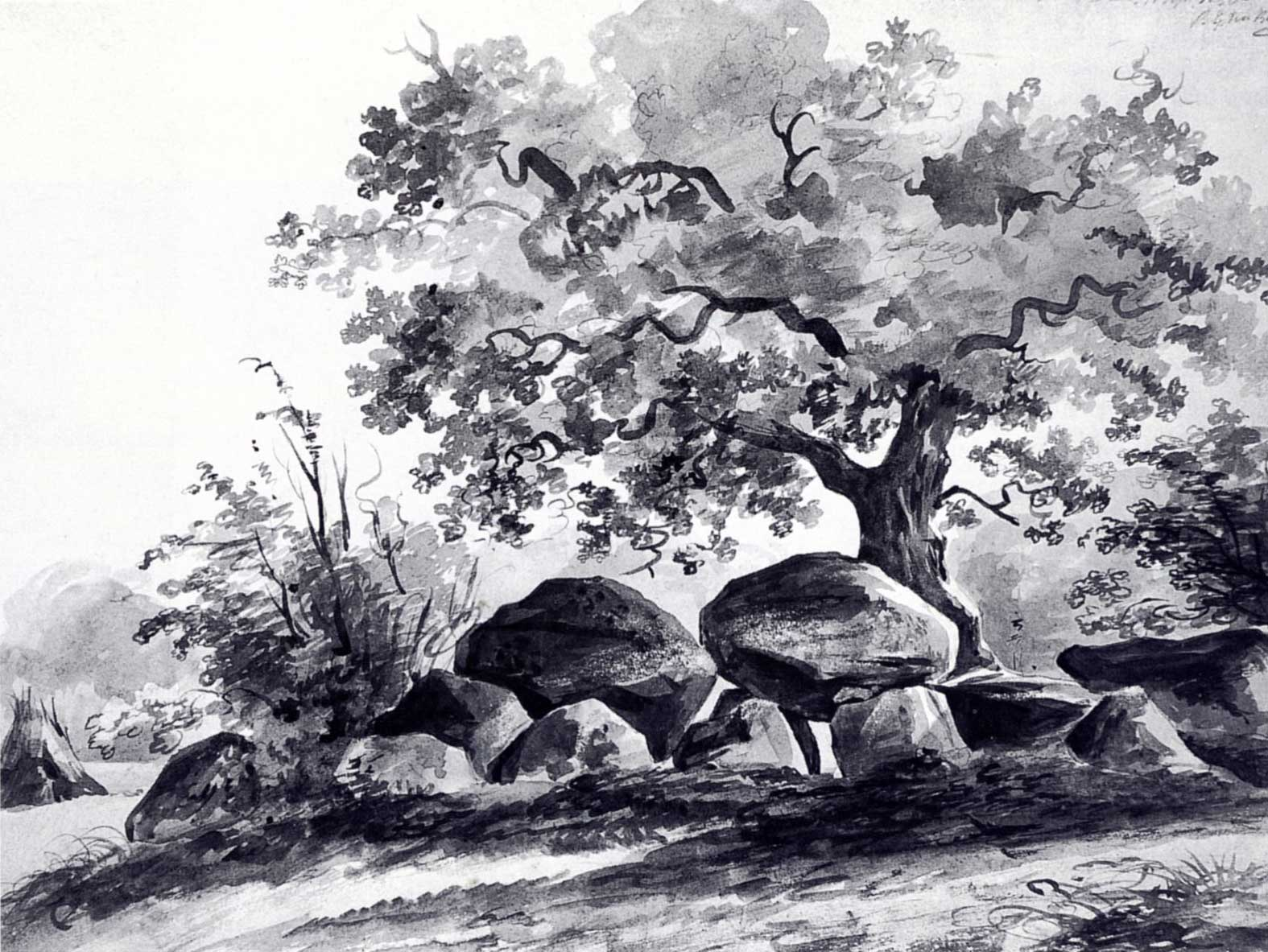
Afbeelding van het hunebed door Bernardus Gerardus ten Berge (1856)

Hunebed D17 ligt in de nabijheid van Rolde in de Nederlandse provincie Drenthe.
Het hunebed ligt ten noordoosten van Rolde in de omgeving van het kerkhof en de Sint-Jacobskerk op de es. In de onmiddellijke omgeving ligt nog een tweede hunebed D18. Het laatste hunebed is 'gerestaureerd' door Joan Lodewijk Gerhard Gregory en ziet er 'netter' uit, hunebed D17 is meer een ruïne.

## Bouw
Het hunebed is tussen 3400 en 3200 v.Chr. opgericht en wordt toegeschreven aan de trechterbekercultuur.
Het hunebed heeft acht dekstenen, maar deze liggen niet meer allemaal op hun plaats. Er zijn ook nog 15 draagstenen, twee sluitstenen en twee poortzijstenen. De poort is gericht op het zuiden
Het hunebed is 13,9 meter breed en 3,8 meter lang.

## Geschiedenis
De vermoedelijk eerste vermelding van dit hunebed stamt uit 1547. In een geschrift uit die tijd wordt melding gemaakt van de Zuilen van Hercules, die zich in vico Roelden (= Rolde) zouden bevinden. Op de zuilen ligt een offersteen en via een nauwe doorgang kon men onder de stenen komen. Volgens de monnik werden hier voor de komst van Bonifatius mensen geofferd.
Mensen, bij voorkeur vreemdelingen, werden gedwongen door de nauwe doorgang onder de altaarstenen te kruipen, terwijl ze met mest bekogeld werden.
De naam van het geheel was 's Duvels Kut (= kont van de duivel). De beschrijving zou ook kunnen slaan op hunebed D18 of D10.
D17 is in 1706 door S. Hofstede en schultes Kymmell onderzocht, zij vonden een blauwe pot met vergulde strepen.
Beide hunebedden werden door de Boermarke van Rolde voor 150 gulden verkocht na bemiddeling door burgemeester Alexander Carel Jan Frederik Bouwmeester. Eerst wilde men de hunebedden openbaar verkopen, maar Gedeputeerde Staten van Drenthe protesteerde en na een advies van het Ministerie van Binnenlandse Zaken werden de hunebedden aan het Rijk verkocht (in 1872 hunebed D17 en D18 volgde een jaar later).
In 1905 golden ze als een van de weinige archeologische bezienswaardigheden van Nederland. Er zijn veel ansichtkaarten verschenen met deze hunebedden erop, waarschijnlijk zijn deze hunebedden vaker afgebeeld dan alle andere in Nederland.
Van Giffen beschreef dit hunebed als "in droevigen staat"
In 1964 zocht men naar (sporen van) kransstenen,maar deze werden niet aangetroffen. Het hunebed is gerestaureerd tussen 1957 en 1965.
Volgens Robert Dehon zouden in het hunebed wat links ligt (als je met je rug naar de kerk staat) inscripties te vinden zijn.

## Society of Antiquaries[11]
In Engeland ontstond in de jaren zeventig van de 19e eeuw bezorgdheid over de wijze waarop in Nederland hunebedden werden gerestaureerd. In die kringen was men vooral bezorgd dat met de restauraties het oorspronkelijk beeld van de situatie verloren zou gaan. De directeur van de Society of Antiquaries in Londen verzocht de oudheidkundigen William Collings Lukis en sir Henry Dryden om de staat waarin de hunebedden zich op dat moment bevonden nauwkeurig vast te leggen. Zij bezochten in juli 1878 Drenthe en brachten veertig hunebedden op de Hondsrug in kaart. Ze hebben opmetingen verricht en beschreven de aangetroffen situatie, die zij tevens vastlegden in een serie aquarellen. Hun rapportage aan de Society of Antiquaries verscheen echter niet in druk. Hun materiaal werd bewaard bij de Society of Antiquaries, het Guernsey Museum & Art Gallery en het Drents Museum. Het Ashmolean Museum in Oxford bezit kopieën van hun werk. In 2015 publiceerde de Drentse archeoloog dr. Wijnand van der Sanden alsnog hun werk. Hij voorzag hun materiaal van een uitgebreide inleiding. Ook schetste hij de ontwikkelingen met betrekking tot het archeologisch onderzoek van de hunebedden na hun onderzoek tot 2015. Hij gaf als oordeel dat het werk van Lukis en Dryden van hoge kwaliteit was. In het Drents Museum was in 2015 een tentoonstelling over het werk.
Hunebed D17 is weergegeven op Plan XII: Er waren nog 7 dekstenen en 17 draagstenen. Er was geen spoor van een dekheuvel. Het hunebed was beschadigd door een eik. Een eerdere beschrijving door de archeoloog Janssen was, volgens Lukis, niet correct.

## Afbeeldingen
De hunebedden van Rolde zijn door diverse schilders vereeuwigd. Hunebed D17 is een van de meest afgebeelde hunebedden van Nederland. Het verscheen op schilderijen, tegels en ansichtkaarten.
De afbeelding bij dit artikel is van de hand van de Alkmaarse schilder Bernardus Gerardus ten Berge, gemaakt in 1856 en geëxposeerd op de tentoonstelling van Levende Meesters in Groningen als Op een kerkhof - herinnering aan Drenthe.